# Armand Hug
Armand Hug (New Orleans, 6 december 1910 - aldaar, 19 maart 1977) was een Amerikaanse jazzpianist in de dixieland.
Hug groeide op in zijn geboortestad, waar hij het grootste deel van zijn leven doorbracht. Al op zijn dertiende was hij actief als professioneel muzikant. In 1926 werd hij lid van de groep van Harry Shields, in 1928 speelde hij bij de New Orleans Owls. In 1936 maakte hij zijn eerste opnamen, met Sharkey Bonano. In zijn loopbaan werd hij echter vooral bekend als solo-pianist. Hij speelde dixieland in plaatselijke clubs en had een lokale tv-show. In 1951 maakte hij opnames met Ray Bauduc, ook was hij in de opnamestudio met de groep van Tony Parenti (1955).

## Discografie
- Armand Hug (Circle, 1951)
- Armand Hug (Southland, 1954)
- Armand Hug plays Armand Piron (Paramount, 1955)
- Armand Hug & New Orleans Dixielanders (Southland, 1958)
- New Orleans Piano (Golden Crest, 1958)
- Dixieland from New Orleans (Southland, 1959)
- Dixieland from the Southland (Southland, 1959)
- Armand Hug of New Orleans (Swaggie, 1971)
- Volume Two (Swaggie, 1974)
- Bix Hug (Jazzology, 1976)
- Piano Solos (Swaggie, 2002)
- Armand Hug Plays A. J. Piron & Other Delectable Ditties (GHB, 2012)[2]